# Nationalmuseum für Sklaverei

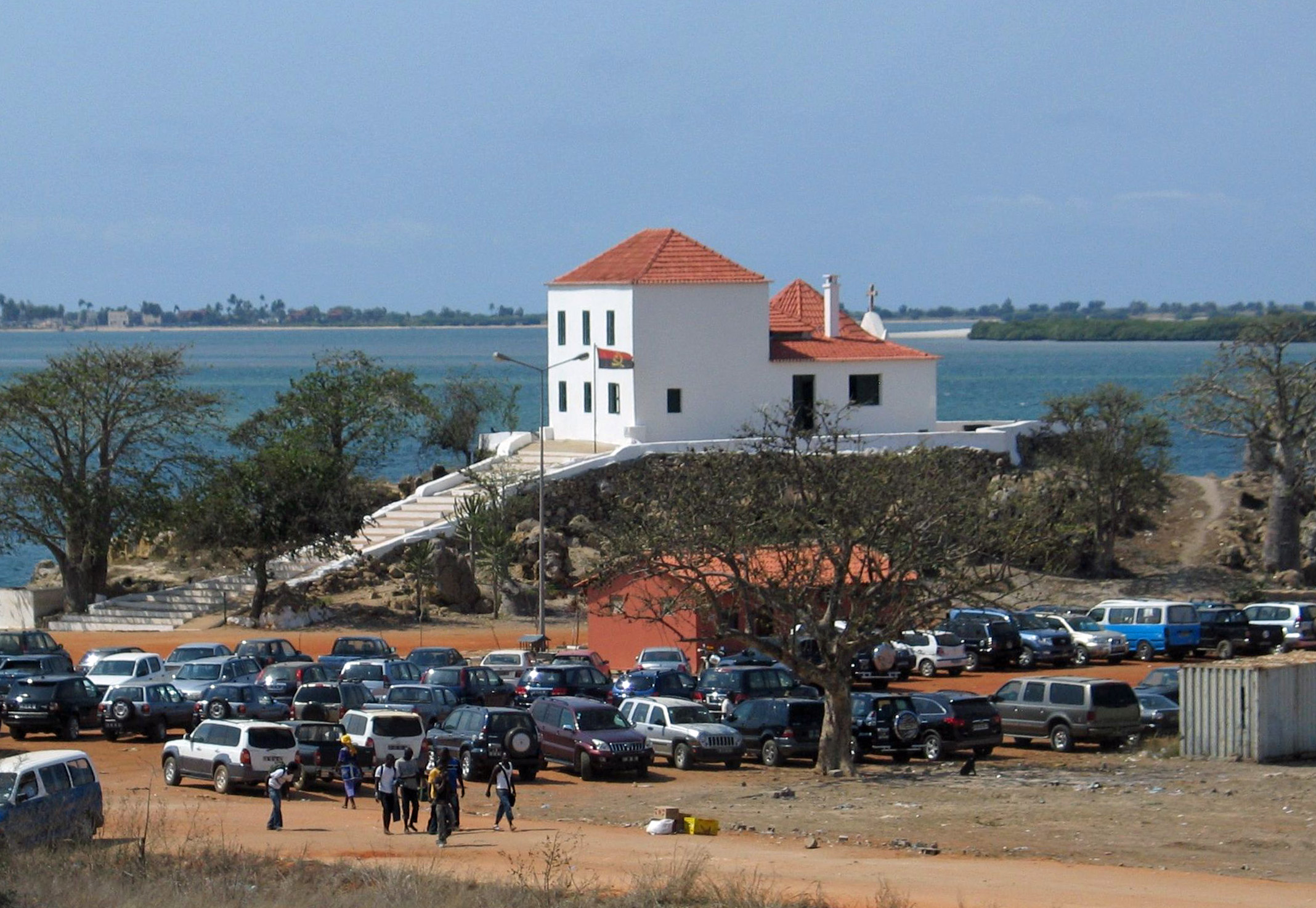
Nationalmuseum für Sklaverei in Luanda

Das Museu Nacional da Escravatura (portugiesisch für: Nationales Sklavereimuseum) ist ein staatliches Museum für Sklaverei in Luanda, der Hauptstadt Angolas. Es thematisiert den von Europäern organisierten Sklavenhandel während der portugiesischen Kolonialzeit in Angola.

## Lage
Das Museum befindet sich im Município Belas, rund 20 km südwestlich des Stadtzentrums nahe der Nationalstraße EN100. Es wurde in einer Kapelle auf dem Hügel Morro da Cruz direkt am Meer eingerichtet. Daneben gibt es eine Anlegestelle für Passagierfähren mit Verbindungen zum Hafen von Luanda.

## Geschichte
Im 18. Jahrhundert ließ Admiral Álvaro de Carvalho Matoso auf dem Kreuzhügel ein zweistöckiges, quadratisches Gebäude für den Sklaventransport nach Übersee errichten, neben einer kleinen Kapelle aus dem 17. Jahrhundert – die Capela da Casa Grande – in der die Gefangenen vor der Überfahrt getauft wurden. Es diente als Sklavenlager, bis der Sklavenhandel in Portugal 1836 offiziell verboten wurde. Allerdings wurden erst am 25. Februar 1869 alle Sklaven für frei erklärt.
Das Sklavereimuseum wurde am 7. Dezember 1997 gegründet. Dessen erster Direktor war João Lourenço.

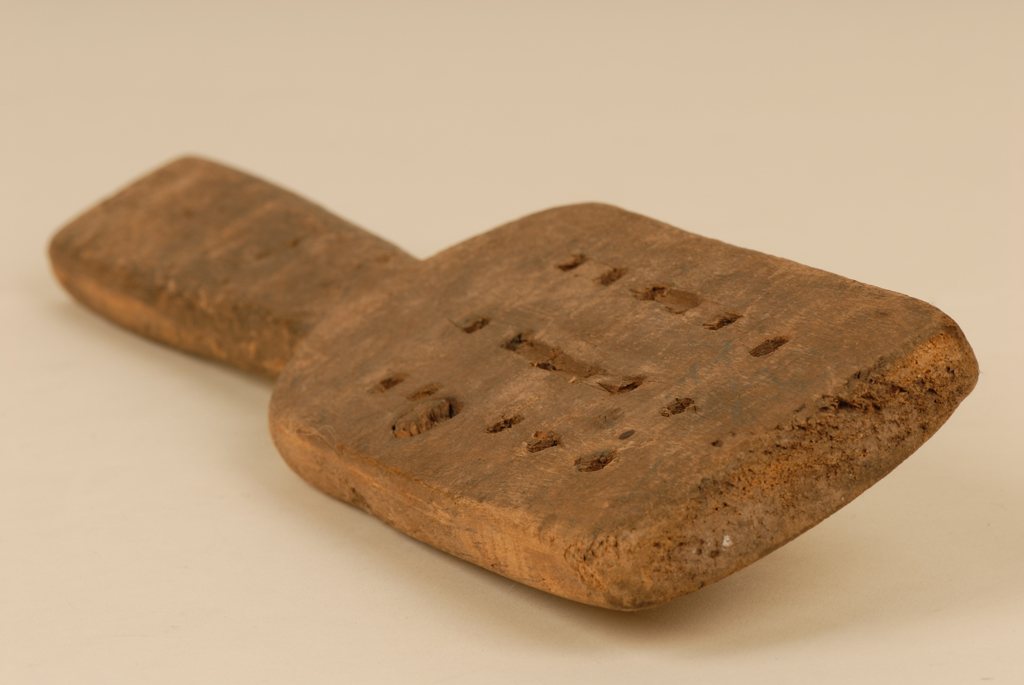
Palmatória

## Sammlung
Die Sammlung besteht lediglich aus 60 Artefakten. Dazu gehören Handschellen aus Eisen, Eisenketten, Fußkugeln bis zu 30 kg Gewicht, mit denen die Sklaven immobilisiert wurden, Züchtigungsinstrumente wie Palmatórias – Holzinstrumente mit kleinen Löchern, mit denen die Handflächen der Bestraften geschlagen wurden, Jagdwaffen aus dem 17. Jahrhundert wie Lanzen und Pfeile, Eisentöpfe, ein Taufbecken, Gemälde und verkleinerte Modelle der Schiffe, mit denen die Sklaven nach Amerika gebracht wurden. Außerdem sind beschriftete Gedenksteine ausgestellt, einer auch mit einem Zitat von Martin Luther King.

## Besucher
Das Museum zieht monatlich rund 4000 Besucher an, hauptsächlich Schüler und Studenten.